# كركند أوروبي
الكركند الأوروبي أو جراد البحر الأوروبي نوع من الكركند ينتشر شرق المحيط الأطلسي، وفي البحر الأبيض المتوسط وفي أجزاء من البحر الأسود. يمكن أن ينمو ليصل طوله إلى 60 سنتيمتراً، ووزنه إلى 6 كيلوغرامات، ويتميز بمخالب بارزة. الكركند الحي لونه أزرق، ويصبح أحمرا عند طبخه. يكون التزاوج صيفًا منتجًا بيوضًا تحملها الإناث لفترةٍ تمتد إلى سنة. تفقس البيوض لتخرج اليرقات التي تتغذى على العوالق. يعدّ الكركند الأوروبي طعامًا فخمًا، ويصاد معظمه حول الجزر البريطانية باستعمال مصائد الكركند.

## الوصف

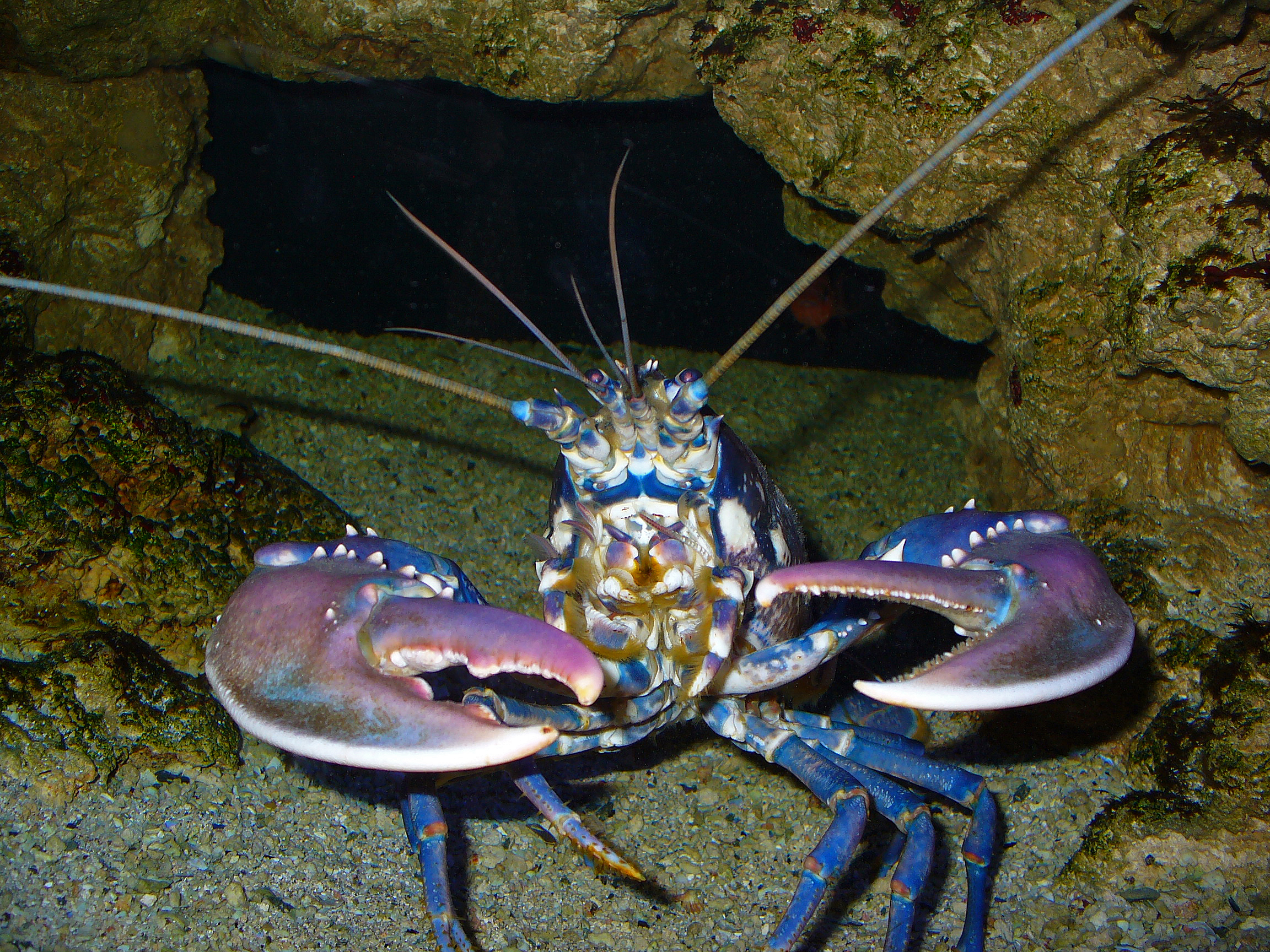
لهذا الكركدن الأوروبي مخلبان، مخلبه الأيمن (يسار الصورة) يستعمله للتكسير، والأيسر للقطع.

الكركند الأوروبي نوع ضخم من القشريات، إذ يمكن أن يصل طوله إلى 60 سم، ووزنه إلى 6 كغ، لكن الكركند التي تمسكه مصيدة الكركند يكون عادةً بطول 23 إلى 38 سم، وبوزن 0.7 إلى 2.2 كغ. مثل غيره من القشريات، للكركند هيكل خارجي صلب يغيره دوريا بالانسلاخ ما يسمح له بالنمو، إذ يحدث الانسلاخ للكركدن الصغير عدة مرات في السنة، أما الكركدن البالغ فيحدث له مرة كل سنة أو سنتين.
لأرجل المشي الأولى زوج غير متناظر من المخالب، يستعمل المخلب الأكبر في سحق وتكسير الفريسة، والمخلب الآخر له حواف داخلية حادة يستعمله في إمساك الفريسة وتقطيعها. عادةً ما يكون المخلب الأيسر مخلب السحق، والمخلب الأيمن مخلب التقطيع.
الهيكل الخارجي أزرق من الأعلى، ببقع متلاحمة، وأصفر من الأسفل. اللون الأحمر المرتبط بالكركند يظهر عند طبخه. ويحدث ذلك لأن الخضاب الأحمر 'الأستازانتين' في الكركند الحي يكون مرتبطا بمعقد بروتيني، يتحرر الخضاب الأحمر بانفصاله عن المعقد البروتيني بتأثير الحرارة عند الطبخ.
يعد الكركند الأمريكي Homarus americanus النوع الأقرب للكرند الأوروبي، يتشابه النوعان بشدة، ويمكن تهجينهما مخبريا، إلا أن حدوثه دون تدخل غير مرجح بسبب اختلاف مناطق التوزع. يمكن تمييز النوعين بعدة خصائص:
- ذبل الكركند الأمريكي يحمل شوكة أو أكثر في جانبه السفلي، وغيابها عند الكركند الأوروبي.
- أشواك مخالب الكركند الأمريكي حمراء أو لون طرفها أحمر، وعند الكركند الأوروبي بيضاء أو طرفها أبيض.
- الجانب السفلي لمخلب الكركند الأمريكي يكون برتقاليًّا أو أحمرًا، وعند الكركند الأوروبي يكون أبيضًا أو أحمرًا باهتاً.

## دورة الحياة

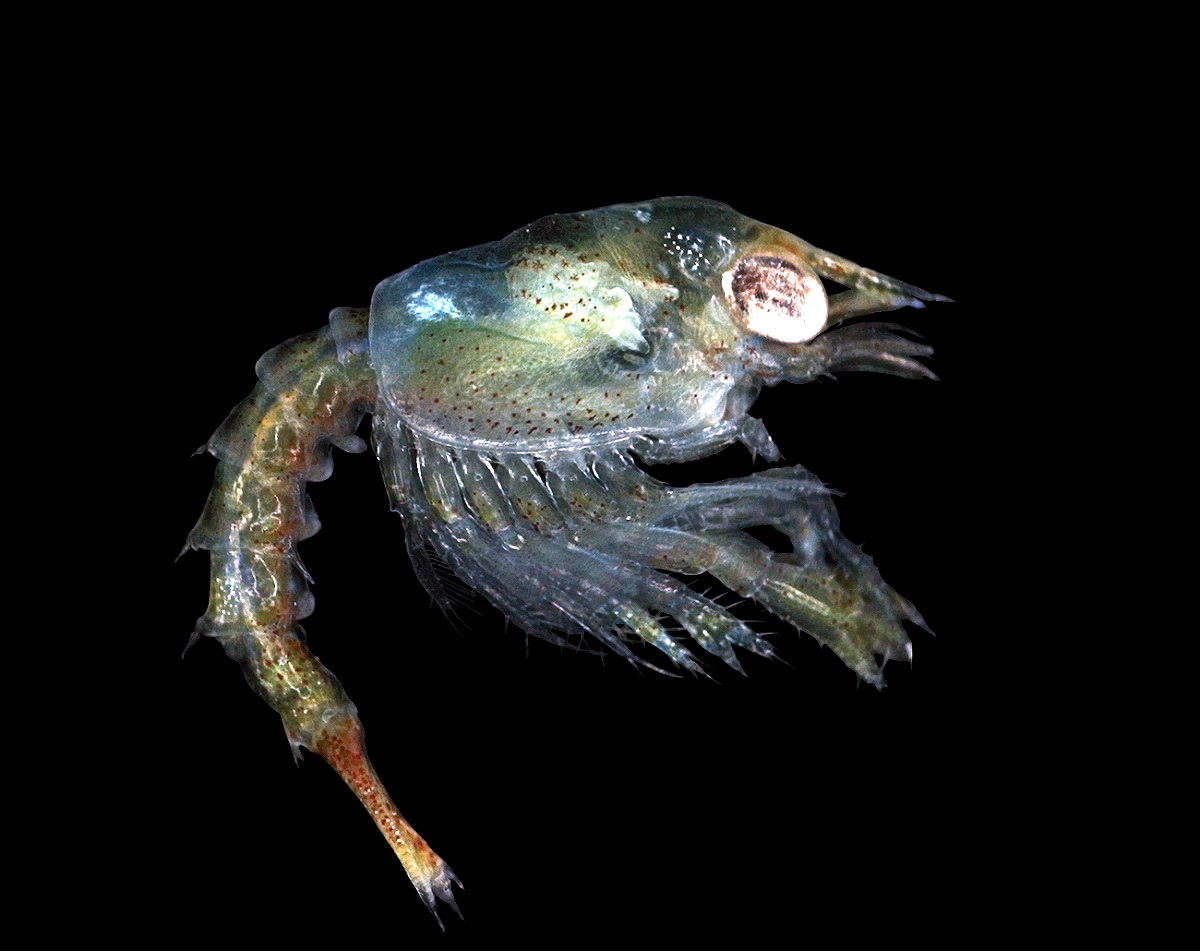
يرقة كركند أوروبي

تصل أنثى الكركند الأوروبي للبلوغ الجنسي عندما ينمو ذيلها لطول 8 إلى 8.5 سم، في حين يكون طوله أقل بقليل عند الذكر البالغ، يكون موسم التزاوج في الصيف بين الإناث التي جددت هيكلها الخارجي حديثًا، وبالتالي صدفة لينة والذكور بصدفة صلبة. تحمل الإناث البيوض لما يصل لاثني عشر شهرًا، حسب درجات الحرارة، وتكون البيوض ملتصقة بأرجل العوم للأنثى.
تفقس البيوض في الليل، وتسبح اليرقات إلى التيارات المحيطية، وتتغذى على العوالق الحيوانية، في هذه المرحلة تمر بعملية الانسلاخ ثلاث مرات وتدوم من 15 إلى 35 يومًا. بعد الانسلاخ الثالث يكون مظهر الكركند اليافع مشابها للكركند البالغ، ويتخذ نمط حياة القاعيات. نادرا ما يرى الكركند اليافع في الطبيعة، ولا يعرف عنه الكثير، ورغم ذلك يعرف عنها قدرتها على حفر جحور كبيرة. تنجو 1 من 20,000 من اليرقات فقط لتصل مرحلة نمط حياة القاعيات. وحين يصل ذبله لطول 15 مم، يغادر الكركند اليافع جحوره ليبدأ حياته كبالغ.

## التوزع

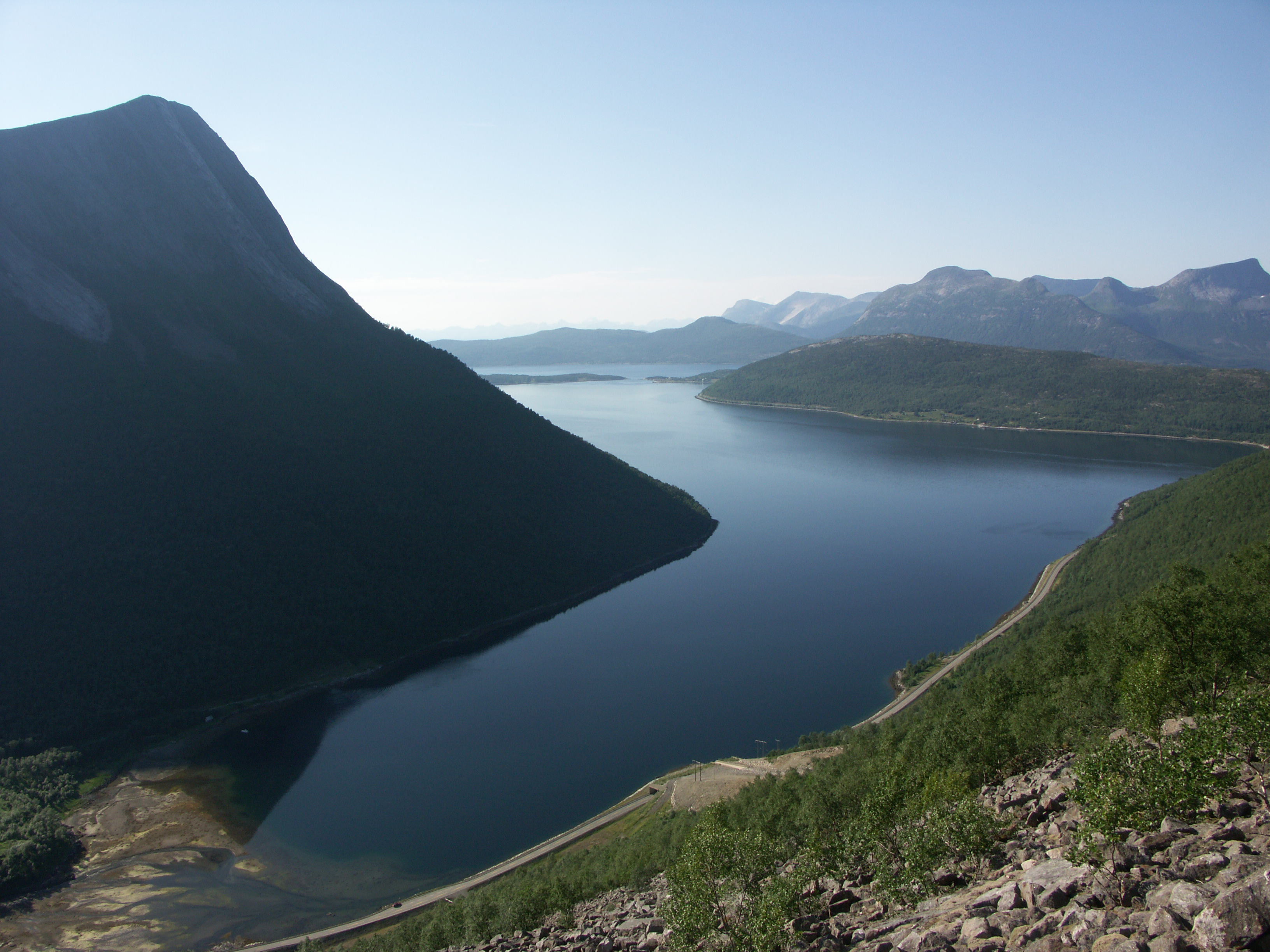
خلال شمال النرويج موطن معظم الكركدن الشمالي.

ينتشر الكركند الأوروبي عبر الشمال الشرقي للمحيط الأطلسي من شمال النرويج إلى جزر الأزور والمغرب، ولا تشمل مناطق توزعه بحر البلطيق. ينتشر أيضا في معظم البحر الأبيض المتوسط ما عدا الجزء الشرقي لجزيرة كريت. وعلى طول الساحل الشمالي الغربي للبحر الأسود. معظم الكركدن الشمالي يوجد في الخلال النرويجية الواقعة في الدائرة القطبية الشمالية.
يمكن تقسيم النوع إلى أربع تجمعات متمايزة جينيًّا، تجمع واسع الانتشار، وثلاث تجمعات منشقة بسبب صغر حجم التجمع الفعال، ومن الممكن أن ذلك راجع إلى تكيفها مع البيئة المحلية. أولى هذه التجمعات تجمع كركند شمال النرويج الذي يعرف بكركند شمس منتصف الليل. كما أن التجمعات في البحر الأبيض المتوسط تختلف عن تجمعات المحيط الأطلسي. أما التجمع الأخير فيوجد في هولندا: العينات التي وجدت في أوسترسخيلده متميزة عن تلك الموجودة في بحر الشمال أو بحر المانش.
في محاولات لنقل الكركند لنيوزيلندا، مع أنواع أوروبية أخرى مثل سلطعون الصخر، حررت مليون يرقة كركند من المفاقس في دنيدن،
لكن لم ينجح ذلك في جعل الكركند يستقر هناك.

## البيئة
يعيش الكركند الأوروبي على الرف القاري بعمق 0 إلى 150 متر، ومع ذلك لا يصل عادةً إلى أعمق من 50 مترًا. يفضل الركائز الصلبة مثل الصخور والطين الصلب. يعيش في الحفر أو الشقوق ويخرج ليلًا للتغذي.
يتشكل غذاء الكركند الأوروبي أساسًا من غيره من اللافقاريات القاعية، وتشمل السرطانات والرخويات وقنفذ البحر ونجم البحر وكثيرات الأشعار.
تعد الأنواع الثلاثة للكركند الأوروبي والأمريكي والنرويجي أنواعًا مضيفة للأنواع الثلاثة المعروفة لحاملات العجل. لم يحدد وصف النوع الذي يعيش على الكركند الأوروبي.
يمكن للكركند الأوروبي أن يصاب بمرض غافكيميا الذي تسببه بكتيريا Aerococcus viridans. رغم أن المرض يصيب بكثرة الكركند الأمريكي، إلا أنه لم يلاحظ إلا عند الكركند الأوروبي الحبيس في الأحواض التي وضع فيها الكركند الأمريكي سابقًا.

## الاستهلاك البشري

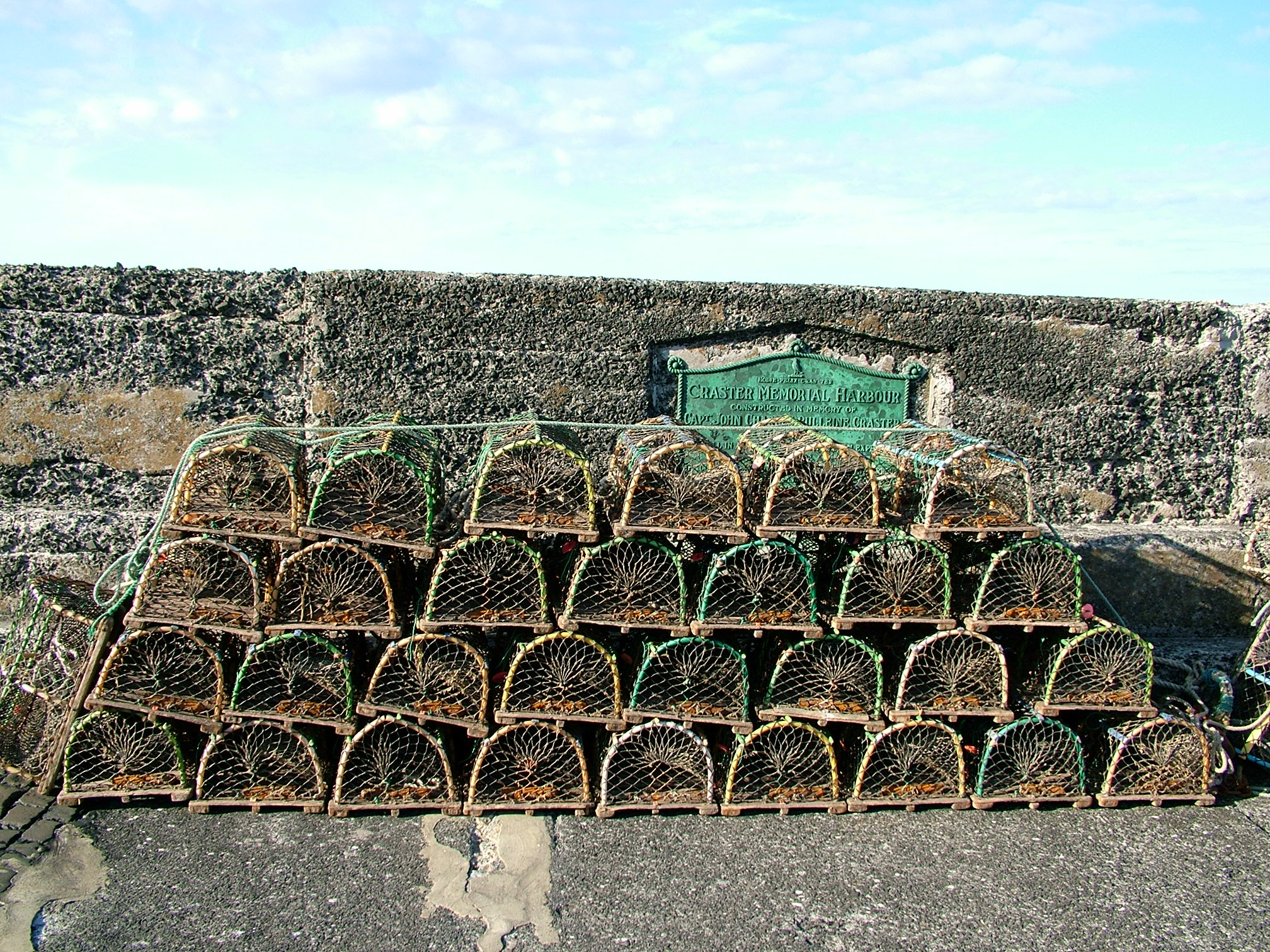
مصائد الكركند في ميناء كراستر، نورثمبرلاند

يعد الكركند الأوروبي طعامًا فخمًا، يباع بأسعار عالية جدًّا طازجًا أو مجمدًا أو معلبًا أو مسحوقًا. تحتوي المخالب والبطن على لحم أبيض جيد. ومعظم محتوى الرأس والصدر يمكن أكله. إذ تستثنى القانصة، والقناة الهضمية التي تعرف بالخيط الرملي.
يصاد الكركند عادةً باستعمال مصائد الكركند. في سنة 2008 اصطيد 4,386 كركند أوروبي عبر أوروبا وشمال إفريقيا، 3,462 منها (79%) اصطيدت في الجزر البريطانية (باحتساب جزر القنال). أقل حجم مسموح به للكركدن الأوروبي الذي يمكن صيده يقدر بطول 87 مليمترًا للذبل.
أنظمة التربية المائية للكركدن الأوروبي يعمل على تطويرها، ونسبة الإنتاج ماتزال ضعيفة جدا.

## تاريخ التسمية
أول من أعطى اسما علميًّا للكركند الأوروبي هو كارل لينيوس في الطبعة العاشرة من نظام الطبيعة، الاسم الذي وضعه كان Cancer gammarus إذ كان جنس السرطان Cancer يشمل جميع القشريات الكبيرة عند لينيوس آنذاك.
يمثل الكركند الأوروبي النوع النمطي لجنس الهمار Homarus ويبر، 1795، كما هو محدد في القرار 51 للجنة الدولية للتسمية الحيوانية. أزال هذا القرار الالتباس حول التسمية إذ كان للنوع أسماء مختلفة تشمل Astacus marinus فابريكيوس، 1775، وHomarus vulgaris هنري ميلن إدوار، 1837، وأيضا لأن وصف فريدريش ويبر للنوع كان منسيًّا إلى أن اكتشفه ماري جاين راثبان، ما جعل الصفات المنسوبة سابقًا للنوع النمطي (همار هنري ميلن إدوار، 1837) غير مطابقة لهمار ويبر، 1795.
تفضل منظمة الأغذية والزراعة الاسم الشائع للنوع «الكركند الأوروبي»، لكن تسميته ب«الكركند العادي» شائعة أيضا.

## وصلات خارجية
- صور الكركند الأوروبي على iNaturalist